# 三好市立馬場小学校
三好市立馬場小学校（みよししりつ うまばしょうがっこう）は、徳島県三好市池田町白地ウマバ464番地にあった公立小学校。
児童数の減少などの理由で2000年4月1日をもって休校し、2013年3月31日に廃校。

## 基礎データ
全校生徒数
- ○人（1999年度（平成11年度）当時）

全卒業生数　
- ○人

最寄駅
- JR土讃線阿波池田駅

## 沿革
- 1874年（明治7年） - 馬場小学校創立（薬師堂，一時白地尋常小学校分教場に15坪）[1]
- 1926年（大正15年）8月13日 - 郡制廃止により徳島県佐馬地村立馬場尋常小学校と校名改称。
- 1932年（昭和7年）8月1日 - 三好郡馬場尋常小学校と改称。
- 1941年（昭和16年）4月1日- 三好郡佐馬地村立馬場国民学校と改称。
- 1947年（昭和22年）4月1日 - 三好郡佐馬地村立馬場小学校と改称。
- 1959年（昭和34年）4月1日 - 三好郡池田町立馬場小学校と改称。
- 2000年（平成12年）4月1日 - 休校。[1]
- 2006年（平成18年）3月1日 - 町村合併のため三好市立馬場小学校となる。
- 2013年（平成27年）3月31日 - 廃校。

## 校歌
- 作詞:
- 作曲:

## 関連学校
- 三好市立池田小学校
- 三好市立池田中学校
- 三好市立池田第一中学校（2009年（平成21年）廃校）